# Bente van den Berge
Bente van den Berge (Leeuwarden, 19 juli 1994) is een Nederlands lange- en kortebaanschaatsster.
In 2014 werd ze 3e op het WK voor junioren in het Noorse Bjugn. In 2015 en 2016 werd ze Nederlands kampioen kortebaanschaatsen. In 2010 en 2013 was ze tweede op het NK kortebaan.

## Records

### Persoonlijke records[3]
| Afstand    | Tijd    | Datum            | Baan       |
| ---------- | ------- | ---------------- | ---------- |
| 500 meter  | 39,35   | 20 februari 2016 | Heerenveen |
| 1000 meter | 1.20,26 | 9 januari 2016   | Inzell     |
| 1500 meter | 2.08,31 | 18 november 2012 | Minsk      |
| 3000 meter | 4.37,49 | 31 oktober 2011  | Heerenveen |

## Privé
Van den Berge studeerde geneeskunde in Groningen.